# شركة عميدار
عميدار (بالعبرية: עמידר‏) هي شركة الإسكان المملوكة للدولة في إسرائيل.
تأسست الشركة في عام 1949م. بيان مهمتها هو «المشاركة في مشاريع البناء والتنمية والسكان والصيانة في إسرائيل». إنه مزود رئيسي للإسكان المدعوم والمدار بالإيجار، بشكل أساسي للقطاع الاجتماعي والاقتصادي الأدنى للسكان.
إن حاملي الأسهم الرئيسيين هم الوكالة اليهودية لإسرائيل (50٪)، الصندوق القومي اليهودي (20٪) والحكومة الإسرائيلية (20٪).
صادرت السلطات الإسرائيلية ممتلكات الفلسطينيين بعد النكبة، وصنفتهم على أنهم «مستأجرين محميين»، في البيوت التي أوكلت إدارتها لعميدار التي عينتها إسرائيل لإدارة «أملاك الغائبين» الفلسطينيين. تولت عميدار مشاريع ترميم الأحياء العربية وعرضها للبيع في السوق، بأثمان باهظة بهدف إخلاء سكانها العرب؛ وبموازاة ذلك تم عبرنة أسماء الشوارع والأحياء.

## روابط خارجية
- الموقع الرسمي (بالعبرية)